# Вороблячин (гміна)
Гміна Врублячин — колишня (1934—1939 роки) сільська ґміна Равського повіту Львівського воєводства Польської республіки. Центром ґміни було село Вороблячин.
1 серпня 1934 року було створено ґміну Врублячин у Равському повіті. До неї увійшли сільські громади: Парипси, Пшедмєсцє, Радруж, Смолін, Щежец, Врублячин.
У 1934 році територія ґміни становила 147,64 км². Населення ґміни станом на 1931 рік становило 10111 осіб. Налічувалось 1753 житлові будинки.
Відповідно до Пакту Молотова — Ріббентропа 27 вересня територія ґміни була зайнята СРСР. Ґміна ліквідована у 1940 році у зв'язку з утворенням Немирівського району Львівської області.